# Mathieu Debuchy
Mathieu Debuchy (* 28. Juli 1985 in Fretin) ist ein französischer ehemaliger Fußballspieler.

## Karriere

### Vereinsstationen
Mathieu Debuchy begann seine Vereinskarriere 2003 beim OSC Lille. Bei dieser wurde der Außenverteidiger im Laufe der Zeit Stammspieler und Leistungsträger. 2011 wurde er mit Lille sowohl Pokalsieger als auch Meister.
Am 4. Januar 2013 wechselte Debuchy in die Premier League zu Newcastle United. Er unterschrieb einen Vertrag mit Laufzeit bis zum 30. Juni 2018.
Zur Saison 2014/15 wechselte Debuchy zum FC Arsenal. Mit seiner Verpflichtung strebte Arsenal an, den zu Manchester City abgewanderten Bacary Sagna zu ersetzen. Nach seiner Ankunft hatte Debuchy jedoch mit Verletzungen am Sprunggelenk und mit einer ausgerenkten Schulter zu kämpfen, so dass er im ersten Jahr nur zehn Ligapartien und dazu das siegreiche Halbfinale im FA Cup beim FC Reading bestreiten konnte. Davon profitierte letztlich der junge Héctor Bellerín, der ihm seinen Stammplatz streitig machte und somit dafür sorgte, dass Debuchy bereits nach einem Jahr wieder Abwanderungsgedanken hegte. Am 1. Februar 2016 wechselte Debuchy bis zum Ende der Saison 2015/16 auf Leihbasis in seine Heimat zu Girondins Bordeaux. 2018 verließ er London und wechselte zur AS Saint-Étienne. Dort verbrachte er über drei Jahre, bevor er sich im August 2021 dem FC Valenciennes anschloss.

### Französische Auswahlmannschaften
Debuchy spielte fünfmal für die französische U-21-Nationalmannschaft. Im Oktober 2011 kam er gegen Albanien erstmals auch für die A-Nationalmannschaft zum Einsatz. Im Mai 2012 erzielte er gegen Island seinen ersten Treffer für Frankreich. Debuchy stand im Aufgebot für die EM 2012 und wurde dort in allen Spielen eingesetzt. Auch zwei Jahre später war er anlässlich der WM 2014 in Brasilien fester Bestandteil der von Didier Deschamps betreuten Équipe Tricolore. Dabei absolvierte er mit Ausnahme des dritten Gruppenspiels gegen Ecuador, in dem ihn Sagna vertrat, alle Partien, die mit dem Ausscheiden im Viertelfinale gegen Deutschland endeten.

## Erfolge
OSC Lille
- Französischer Meister: 2011
- Französischer Pokalsieger: 2011

FC Arsenal
- FA-Cup: 2015, 2017
- FA Community Shield: 2014, 2015

Auszeichnungen
- Spieler des Monats der Ligue 1: Februar 2018